# Les Duos de Marc
Albums de Marc Lavoine
L'Heure d'été
(2005) Les Solos de Marc
(2007)
Singles
1. J'ai confiance en toi (Mi fido di te)
Sortie : avril 2007
2. Un ami
Sortie : novembre 2007

Les Duos de Marc est une compilation de Marc Lavoine sortie le 15 octobre 2007 en France.

## Historique
Regroupant les plus importants duos de la carrière du chanteur, cet album a paru en même temps que Les Solos de Marc qui constitue le pendant regroupant la compilation des succès du chanteur depuis près de 20 ans. Cet album est resté plus de 30 semaines dans les charts belges, occupant la deuxième place du classement.

## Liste des titres
| No  | Titre                                                                 | Auteur                                             | Durée |
| --- | --------------------------------------------------------------------- | -------------------------------------------------- | ----- |
| 1.  | Qu'est-ce que t'es belle (duo avec Catherine Ringer)                  | Marc Lavoine, Patrice Mithois, Fabrice Aboulker    | 3:56  |
| 2.  | Une nuit sur son épaule (duo avec Véronique Sanson)                   | Véronique Sanson                                   | 3:33  |
| 3.  | Les hommes sont des femmes comme les autres (duo avec Princess Erika) | Marc Lavoine, Patrice Mithois, Jean-Claude Arnault | 4:13  |
| 4.  | Adieu Camille (duo avec Julie Depardieu)                              | Alfred de Musset, François Bernheim                | 3:43  |
| 5.  | J'ai tout oublié (duo avec Cristina Marocco)                          | Marc Lavoine, Georges Lunghini                     | 3:46  |
| 6.  | Je ne veux qu'elle (duo avec Claire Keim)                             | J. Kapler, Marc Lavoine                            | 3:58  |
| 7.  | Paris (duo avec Souad Massi)                                          | Marc Lavoine, Fabrice Aboulker                     | 5:03  |
| 8.  | Chère amie (Toutes mes excuses) (duo avec Françoise Hardy)            | Marc Lavoine, Fabrice Aboulker                     | 3:37  |
| 9.  | Dis-moi que l'amour... (avec la participation de Bambou)              | Marc Lavoine, Jean-François Berger                 | 2:54  |
| 10. | J'espère (duo avec Quỳnh Anh)                                         | Pierre Grillet, Marc Lavoine                       | 3:49  |
| 11. | J'ai confiance en toi (Mi fido di te) (duo avec Jovanotti)            | Jovanotti, Riccardo Onori                          | 3:36  |
| 12. | Un ami (duo avec Florent Pagny)                                       | Marc Lavoine, Pascal Rodde                         | 3:56  |
| 13. | Désolé (duo avec Jennifer Ayache)                                     | Daniel Darc, Frédéric Lo                           | 4:14  |
| 14. | Nuits de Chine (duo avec Bambou)                                      | Ernest Dumont, Ferdinand-Louis Bénech              | 3:36  |

## Classement
| Pays                 | Charts             | Meilleure position |
| -------------------- | ------------------ | ------------------ |
| Belgique francophone | Ultratop 40        | 2                  |
| France               | SNEP               | 151                |
| Suisse               | Swiss Music Charts | 42                 |